# Voo Aerolíneas Argentinas 706
O voo Aerolíneas Argentinas 706 foi um voo doméstico regular entre as cidades argentinas de Buenos Aires e Formosa, com escala em Corrientes, que foi sequestrado por um comando da guerrilha peronista Montoneros, no âmbito da Operação Primicia.

## Aeronave
O avião era um Boeing 737-287C chamado Ciudad De Trelew. A mesma aeronave já havia sido sequestrada em outra ocasião, quando em outubro de 1973 um grupo de uruguaios obrigou os pilotos a irem para a Bolívia.

## Sequestro
Após serem desviados para o Aeroporto El Pucú, na cidade de Formosa – anteriormente ocupada por outro pelotão de Montoneros – os passageiros foram liberados e a aeronave decolou com destino ao Brasil. Porém, por falta de combustível, a aeronave teve que fazer um pouso forçado em um campo em Rafaela, na província de Santa Fé, próximo ao cruzamento das rodovias nacionais 34 e 19.

## Posterioridade
O Boeing 737 permaneceu encalhado no terreno pantanoso, com o trem de pouso parcialmente enterrado. Para removê-lo,  foi colocada embaixo uma esteira de metal da Força Aérea Argentina de 600 metros de comprimento por 30 de largura, composta por uma malha de chapas de alumínio sobre um colchão de areia. Finalmente, após 16 dias, a aeronave decolou de Rafaela em 21 de outubro, com destino a Sauce Viejo e de lá para Buenos Aires, onde foi feita a manutenção.